# 301P/LINEAR-NEAT
La comète LINEAR-NEAT, officiellement 301P/LINEAR-NEAT, est une comète périodique du système solaire, découverte le 21 janvier 2001 par les programmes LINEAR et NEAT.